# Supériorité territoriale
La supériorité territoriale (en latin : superioritas territorialis ; en allemand : Landeshoheit) désigne la souveraineté relative reconnue, par les traités de Westphalie, aux états (Reichsstände) du Saint-Empire romain germanique. Un territoire (territorium et Territorium) est l'espace dans lequel s'exerce légalement la supériorité territoriale.
La notion de superioritas territorialis (« supériorité territoriale ») est introduite en 1600 par Andreas Knichen.
La supériorité territoriale était reconnue aux princes-électeurs, aux autres princes d'Empire et aux villes impériales ainsi qu'à l'empereur. Elle est également reconnue aux chevaliers d'Empire alors que ceux-ci n'ont pas le droit de séance et de vote à la Diète d'Empire.
Ils l'exerçaient sur celles de leurs possessions qui bénéficient de l'immédiateté impériale.

## Consistance
La supériorité territoriale consiste en divers droits dits droits de supériorité (en latin : iura superioratis). Ceux-ci comprennent des droits régaliens tels celui de battre monnaie, d'exploiter des mines et salines, d'établir des péages, d'entretenir une armée, de faire la guerre, de faire la paix, de conclure des traités et alliances, de recevoir et d'envoyer des ministres, d'avoir des charges de cour, etc..

## Supériorité territoriale et souveraineté
En France, dans un arrêt du 10 janvier 1842, la Cour de cassation a considéré que les détenteurs de la supériorité territoriale étaient souverains.
La souveraineté qui résultait de la supériorité territoriale est dite relative car elle était limitée par les droits réservés de l'Empereur (en latin : iura caesarea reservata ; en allemand : Reservatrechte).
En 1806, les détenteurs de la supériorité territoriale qui n'avaient pas été médiatisés devinrent souverains. En effet, par le traité signé à Paris, le 12 juillet 1806, et connu sous le nom d'acte de la confédération du Rhin, des princes déclarent leurs États « séparés à perpétuité » du Saint-Empire romain germanique. Puis, par la déclaration du 6 août 1806, l'empereur, François II, renonce à ses fonctions.

### Jurisprudence
- [Cass. civ., 10 janv. 1840] Cass. civ., 10 janv. 1840, Préfet du Doubs c. sieur Boigeol, dans Bulletin des arrêts de la Cour de cassation rendus en matière civile, t. XLIV : Année 1842, Paris, Impr. roy., 1843, bull. no 1 de juill. 1842, arr. no 2, p. 4-12.